# Chevêchette à collier
Taenioptynx brodiei
Espèce
Synonymes
- Glaucidium brodiei Burton, 1836
- Noctua brodiei Burton, 1836
(protonyme)

Statut de conservation UICN

 LC  : Préoccupation mineure
Statut CITES
La Chevêchette à collier (Taenioptynx brodiei, anciennement Glaucidium brodiei) est une espèce d'oiseaux de la famille des Strigidae.

## Répartition
Cette espèce vit en Asie : dans l'Himalaya, au sud de la Chine, en Indochine, en Birmanie, en Thaïlande, dans la péninsule Malaise et à Taïwan.

## Sous-espèces
D'après la classification de référence (version 14.1, 2024) de l'Union internationale des ornithologues, la Chevêchette à collier possède 2 sous-espèces (ordre philogénique) :
- Taenioptynx brodiei brodiei (Burton, E, 1836) : Himalaya, sud de la Chine, Indochine, Birmanie, Thaïlande et péninsule Malaise ;
- Taenioptynx brodiei pardalotus (Swinhoe, 1863) : Taïwan.